# 衢县苦竹
衢县苦竹（学名：Pleioblastus juxianensis）为禾本科大明竹属下的一个种。

## 扩展阅读
- 維基物種上的相關：衢县苦竹